# 狄刻
狄刻（希臘語：Δίκη，字面意思为“正义(Justice)”）是希腊神话中代表公正，公平判决的权利和法律的正义女神。时序三女神荷赖之一，是公正和正义的化身。她与罗马神话的正义女神朱斯提提亚（Justitia）相互对应。
在赫西俄德的《神谱》中，她是天父宙斯和正义女神忒弥斯的3个女儿之一，和她的母亲一样是伸张正义的女神。法纪女神欧诺弥亚和和平女神厄瑞涅是她的姐妹。
其职能与阿斯特莉亚相似。狄刻掌管着打开白昼和黑夜出入的大门的钥匙，他负责监视着人间的生活，并把一切发生在人间的不平等的事物报告给宙斯。在许多神话中，狄刻都充当着宙斯的谋士。柏拉图的《斐多篇》中描述狄刻在灵魂的循环中伸张正义、主持公道。欧里庇得斯的《巴克斯》中则说她手持神剑，像复仇女神一样追逐犯罪者和刺杀亵渎神灵的人。根据保萨尼阿斯在《希腊志》第5卷中记载，在科任斯潜主库普赛洛斯的著名的匣子上绘有狄刻抽打和扼杀“不公正”的图像。狄刻的另一个别名叫“阿斯特赖亚（Astraea）”，意思为“星辰少女”，大概当时人们认为正义只有在天上才有。在古代艺术造型中，狄刻手执棒槌，严肃可畏。
于1868年5月28日被人类发现的第99颗小行星—泰神星（99 Dike）正是以她的名字命名。